# Argentyna na Zimowych Igrzyskach Olimpijskich 1952
Argentynę na Zimowych Igrzyskach Olimpijskich 1952 reprezentowało 12 sportowców w dwóch dyscyplinach. Nie zdobyli oni żadnego medalu.

## Bobsleje

### Mężczyźni
| Osada | Zawodnicy                                                   | Konkurencja | Ślizg 1 | Ślizg 1 | Ślizg 2 | Ślizg 2 | Ślizg 3 | Ślizg 3 | Ślizg 4 | Ślizg 4 | Łącznie | Łącznie |
| Osada | Zawodnicy                                                   | Konkurencja | Czas    | Miejsce | Czas    | Miejsce | Czas    | Miejsce | Czas    | Miejsce | Czas    | Miejsce |
| ----- | ----------------------------------------------------------- | ----------- | ------- | ------- | ------- | ------- | ------- | ------- | ------- | ------- | ------- | ------- |
| ARG-1 | Carlos Tomasi Roberto Bordeu Carlos Sareisian Héctor Tomasi | Czwórki     | 1:20,15 | 13      | 1:19,81 | 6       | 1:19,35 | 10      | 1:19,54 | 7       | 5:18,85 | 8       |

## Narciarstwo alpejskie

### Mężczyźni
| Zawodnik            | Konkurencja   | Wyścig 1 | Wyścig 1 | Wyścig 2               | Wyścig 2               | Łącznie                | Łącznie                |
| Zawodnik            | Konkurencja   | Czas     | Miejsce  | Czas                   | Miejsce                | Czas                   | Miejsce                |
| ------------------- | ------------- | -------- | -------- | ---------------------- | ---------------------- | ---------------------- | ---------------------- |
| Aristeo Benavídez   | Zjazd         |          |          |                        |                        | Zdyskwalifikowany      | –                      |
| Carlos Eiras        | Zjazd         |          |          |                        |                        | Zdyskwalifikowany      | –                      |
| Gino de Pellegrin   | Zjazd         |          |          |                        |                        | 4:02,0                 | 70                     |
| Otto Jung           | Zjazd         |          |          |                        |                        | 3:34,9                 | 62                     |
| Pablo Rosenkjer     | Zjazd         |          |          |                        |                        | 3:02,9                 | 47                     |
| Luis de Ridder      | Zjazd         |          |          |                        |                        | 3:01,8                 | 46                     |
| Gino de Pellegrín   | Slalom gigant |          |          |                        |                        | 3:09,5                 | 66                     |
| Otto Jung           | Slalom gigant |          |          |                        |                        | 3:03,7                 | 61                     |
| Luis de Ridder      | Slalom gigant |          |          |                        |                        | 3:00,9                 | 56                     |
| Pablo Rosenkjer     | Slalom gigant |          |          |                        |                        | 2:55,9                 | 49                     |
| Pablo Rosenkjer     | Slalom        | 1:23,3   | 70       | Nie zakwalifikował się | Nie zakwalifikował się | Nie zakwalifikował się | Nie zakwalifikował się |
| Otto Jung           | Slalom        | 1:21,7   | 67       | Nie zakwalifikował się | Nie zakwalifikował się | Nie zakwalifikował się | Nie zakwalifikował się |
| Luis de Ridder      | Slalom        | 1:21,0   | 64       | Nie zakwalifikował się | Nie zakwalifikował się | Nie zakwalifikował się | Nie zakwalifikował się |
| Francisco de Ridder | Slalom        | 1:16,0   | 55       | Nie zakwalifikował się | Nie zakwalifikował się | Nie zakwalifikował się | Nie zakwalifikował się |

### Kobiety
| Zawodniczka      | Konkurencja   | Wyścig 1 | Wyścig 1 | Wyścig 2 | Wyścig 2 | Łącznie | Łącznie |
| Zawodniczka      | Konkurencja   | Czas     | Miejsce  | Czas     | Miejsce  | Czas    | Miejsce |
| ---------------- | ------------- | -------- | -------- | -------- | -------- | ------- | ------- |
| Ana María Dellai | Zjazd         |          |          |          |          | 2:00,3  | 28      |
| Ana María Dellai | Slalom gigant |          |          |          |          | 2:29,7  | 31      |
| Ana María Dellai | Slalom        | 1:14,4   | 24       | 1:15,3   | 32       | 2:29,7  | 29      |